# Triste fascino
Triste fascino è un film muto italiano del 1911 diretto da Oreste Mentasti.